# Лудолф фон Цойлен
Лудолф фон Цойлен е германски математик. Роден е в Германия, но поради гоненията на Инквизицията емигрира в Холандия.
Работи в Делфт, където преподава фехтовка и математика. През 1594 г. отваря школа по фехтовка в Лайден, а от 1600 г. е професор в Лайденския университет.
Прекарва значителна част от живота си в изчисляване на точната стойност на числото пи, използвайки най-вече метода на Архимед. През 1596 г. публикува книгата Van den Circkel („За кръга“), където публикува стойността на числото пи, с точност до 20-ия знак, като по-късно подобрява резултата си, стигайки до 35-ия знак. „Лудолфовото число“ е изписано на надгробната му плоча в Лайден:
3.14159265358979323846264338327950288...